# مطار جوستوميل
مطار جوستوميل أو مطار أنتونوف (إياتا: GML، إيكاو: UKKM)، هو مطار شحن دولي يقع بقرب بلدة هوستوميل - شمال غرب كييف، أوكرانيا. هو أيضاً منشأة اختبار طائرات رئيسية.
مطار جوستوميل تُديره شركة أنتونوف ويستخدم من قبل خطوط طيران أنتونوف وبعض الشركات الأخرى. يعرف مطار جوستوميل بأن فيه تقام الاختيارات علي طائرات أنتونوف الجديدة، مستلزماتها ومعدادتها الجديدة. القوات الجوية الأوكرانية إما تستخدم أو كانت تستخدم المطار حاليا في عمليات نقل قواتها.

## خدمات المطار
المطار يقدم الخدمات التالية:
- مراقبة الحدود والجمارك.
- إصلاح الطائرات.
- التخزين.
- تحويل حمولة الطائرات من الطائرات إلى خطوط أرضية ( نقل بري، أو بواسطة السكة الحديد).

## وصلات خارجية
- مطار أنتونوف علي موقع الشركة.
- تاريخ الحوادث في مطار أنتونوف.